# 刘延寿
刘延寿（？—前69年），汉朝宗室，西汉楚王。其高祖父刘礼是楚元王刘交的儿子。

## 生平
前98年，其父刘纯去世。刘延寿一共在位二十九年。
汉宣帝即位，刘延寿以为广陵王刘胥为汉武帝子，阴谋辅助他登基，故为其后母弟赵何齐取广陵王之女为妻。与赵何齐相谋：“我与广陵王相结，天下不安，发兵助之，使广陵王立，何齐尚公主，列侯可得也。”因使赵何齐奉书给广陵王：“愿长耳目，毋后人有天下。”
前69年，赵何齐之父赵长年上书告发。事下有司，考验辞服，刘延寿自杀，楚国除。
| 前任： 節王刘纯 | 西汉楚王 前97年－前69年 | 繼任： 刘嚣 |